# Daniel Leutgeb
Daniel Leutgeb (* 13. April 2001) ist ein österreichischer Judoka aus Ternberg. Er trägt den 1. Dan.

## Biografie
Daniel Leutgeb begann seine Judolaufbahn beim ASKÖ Reichraming in Oberösterreich. Nach Abschluss der Sekundarstufe I wechselte er in das ORG für Leistungssport in Linz. Nach dem Abschluss der HAS für Leistungssport begann er beim Österreichischen Bundesheer. Aktuell ist er aktiver Sportler des Heeressportzentrums des Österreichischen Bundesheers. Als Heeressportler trägt er derzeit den Dienstgrad Gefreiter. Er kämpfte in der Deutschen Judo-Bundesliga für den Verein TSV Teisendorf. Im Jahr 2020 wechselte Leutgeb zum Judo LZ Wels.
Er sammelte 6 Punkte im IJF Olympia Ranking und qualifizierte sich mit Rang 382 in seiner Gewichtsklasse nicht für die Sommerspiele in Tokyo.
Er sammelte 426 Punkte im IJF Olympia Ranking und qualifizierte sich mit Rang 94 in seiner Gewichtsklasse nicht für die Sommerspiele in Paris.
Im September 2024 wurde bekannt, dass Leutgeb vom Bundesheer in den Zollsportkader wechselte.

## Größte Erfolge (Auswahl)

### Staatsmeisterschaften

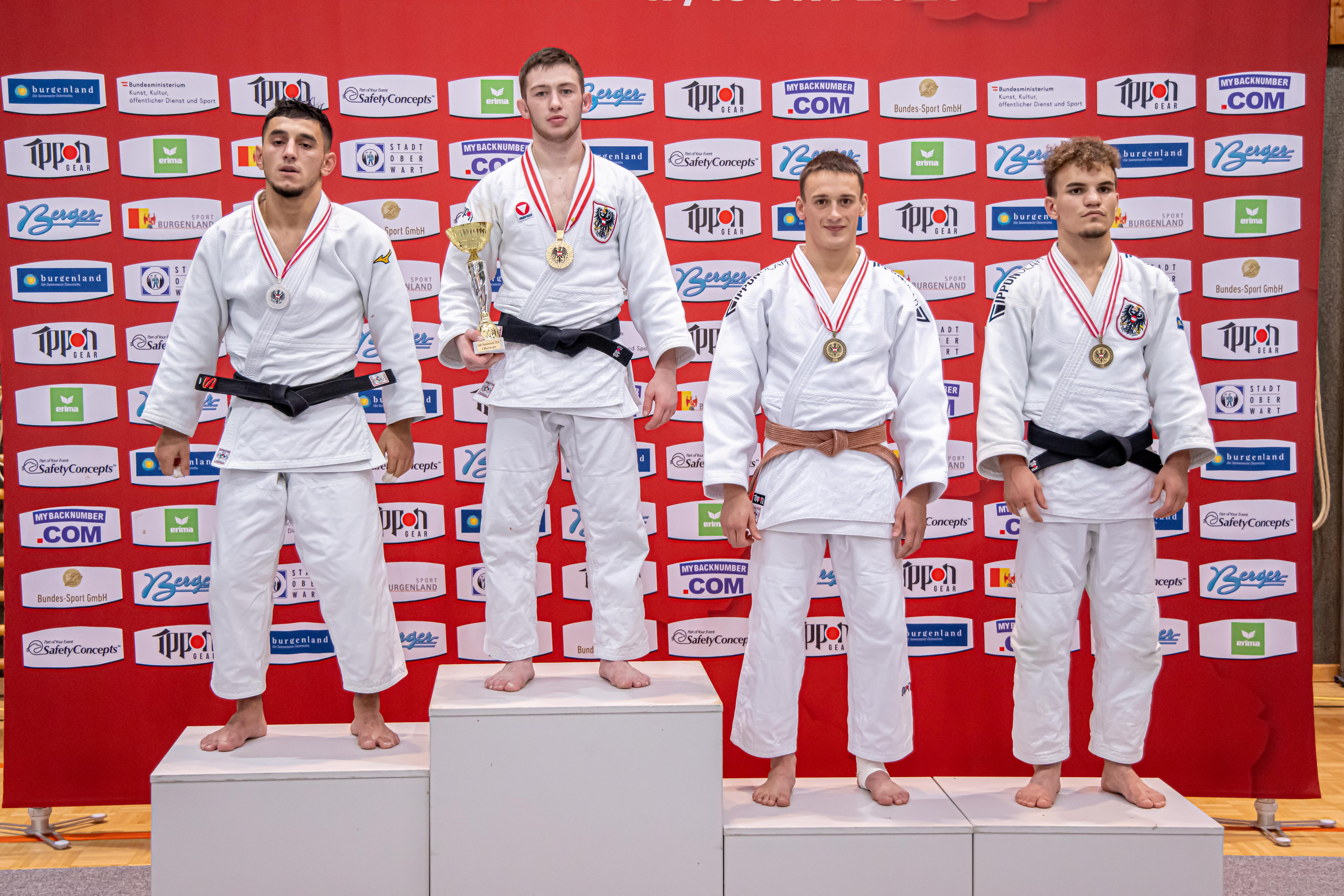
Daniel Leutgeb gewinnt bei den österreichischen Staatsmeisterschaften 2020

- 2023  Eferding: 1. Platz[11]
- 2022 Weiz: 1. Platz[12]
- 2020 Oberwart: 1. Platz[13]
- 2019 Kufstein: 3. Platz

### Europameisterschaft
- 2018 U18 Sarajevo: 3. Platz[14]

### Militärweltmeisterschaft
- 2021 Paris: 3. Platz[15][16]
- 2021 (Team Österreich) Paris: 2. Platz[15]

### Youth Olympic Games
- 2018 Buenos Aires: 3. Platz[17]

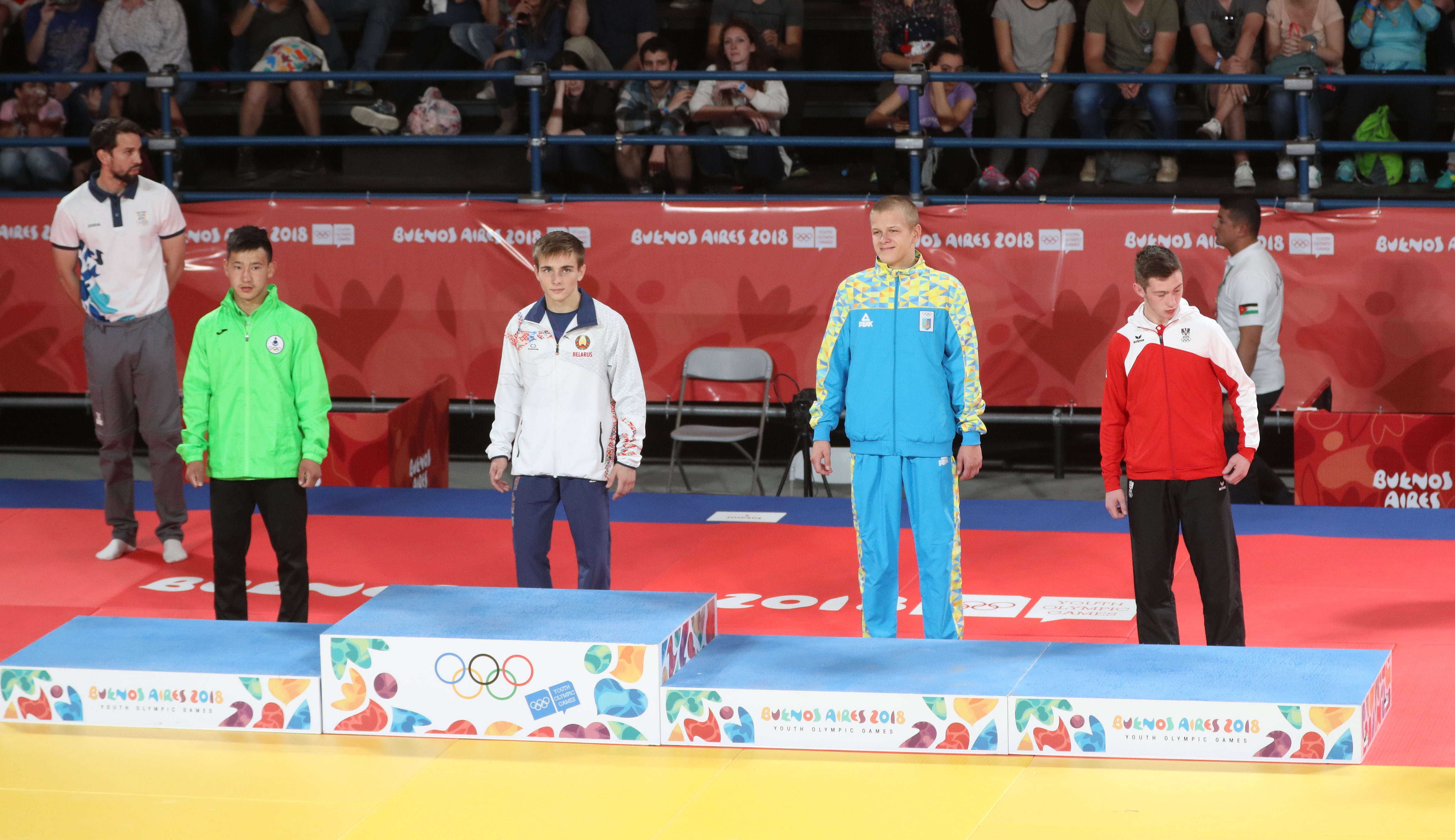
Daniel Leutgeb bei der Siegerehrung bei den Youth Olympic Games 2018

- 2018 (Team Beijing) Buenos Aires: 3. Platz[18]

### 1. Judo-Bundesliga (Österreich)
- 2021 (mit LZ Wels) Gmunden: 1. Platz[19]
- 2023 (mit LZ Wels) Gmunden: 3. Platz

### 2. Judo-Bundesliga (Österreich)
- 2017 (mit ASKÖ Reichraming) Gmunden: 2. Platz[20]

## Auszeichnungen
- Volksblatt Top Talent 2018 - 2. Platz[21]